# هيكتور سانتياغو
هيكتور سانتياغو هو كاتب مسرحي كوبي، ولد في 1944 في هافانا في كوبا.